# Pseudeutropius moolenburghae
Pseudeutropius moolenburghae är en fiskart som beskrevs av Weber och De Beaufort, 1913. Pseudeutropius moolenburghae ingår i släktet Pseudeutropius och familjen Schilbeidae. Inga underarter finns listade i Catalogue of Life.